# Kożyno
Kożyno (białorus. Кожына Вялікае) – wieś w Polsce położona w województwie podlaskim, w powiecie bielskim, w gminie Bielsk Podlaski.
| SIMC    | Nazwa       | Rodzaj    |
| ------- | ----------- | --------- |
| 0023580 | Kożyno      | kolonia   |
| 0023567 | Kożyno Duże | część wsi |
| 0023573 | Kożyno Małe | część wsi |

Obok miejscowości przepływa niewielka rzeka Łoknica, dopływ Narwi.
W latach 1975–1998 miejscowość administracyjnie należała do województwa białostockiego.
Prawosławni mieszkańcy wsi należą do parafii Wniebowstąpienia Pańskiego w Klejnikach, a wierni kościoła rzymskokatolickiego do parafii Matki Bożej z Góry Karmel w Bielsku Podlaskim.

## Obiekty
We wsi Prawosławny Dom Opieki „Arka” oraz kaplica pod wezwaniem Świętych Borysa i Gleba (należąca do parafii Wniebowstąpienia Pańskiego w Klejnikach).

## Mieszkańcy
Miejscowość zamieszkuje mniejszość białoruska. Mieszkańcy wsi posługują się na co dzień unikalną gwarą podlaską, będącą jednym z najdalej wysuniętych na północ i zachód dialektów języka ukraińskiego. Współcześnie gwara pielęgnowana jest jedynie przez starsze pokolenie mieszkańców wsi, w związku z czym przewiduje się jej całkowite wyginięcie w najbliższej przyszłości.

## Urodzeni w Kożynie
- Wsiewołod Jakimiuk – inżynier lotnictwa, konstruktor samolotów w PZL, De Havilland i Sud Aviation

## Galeria

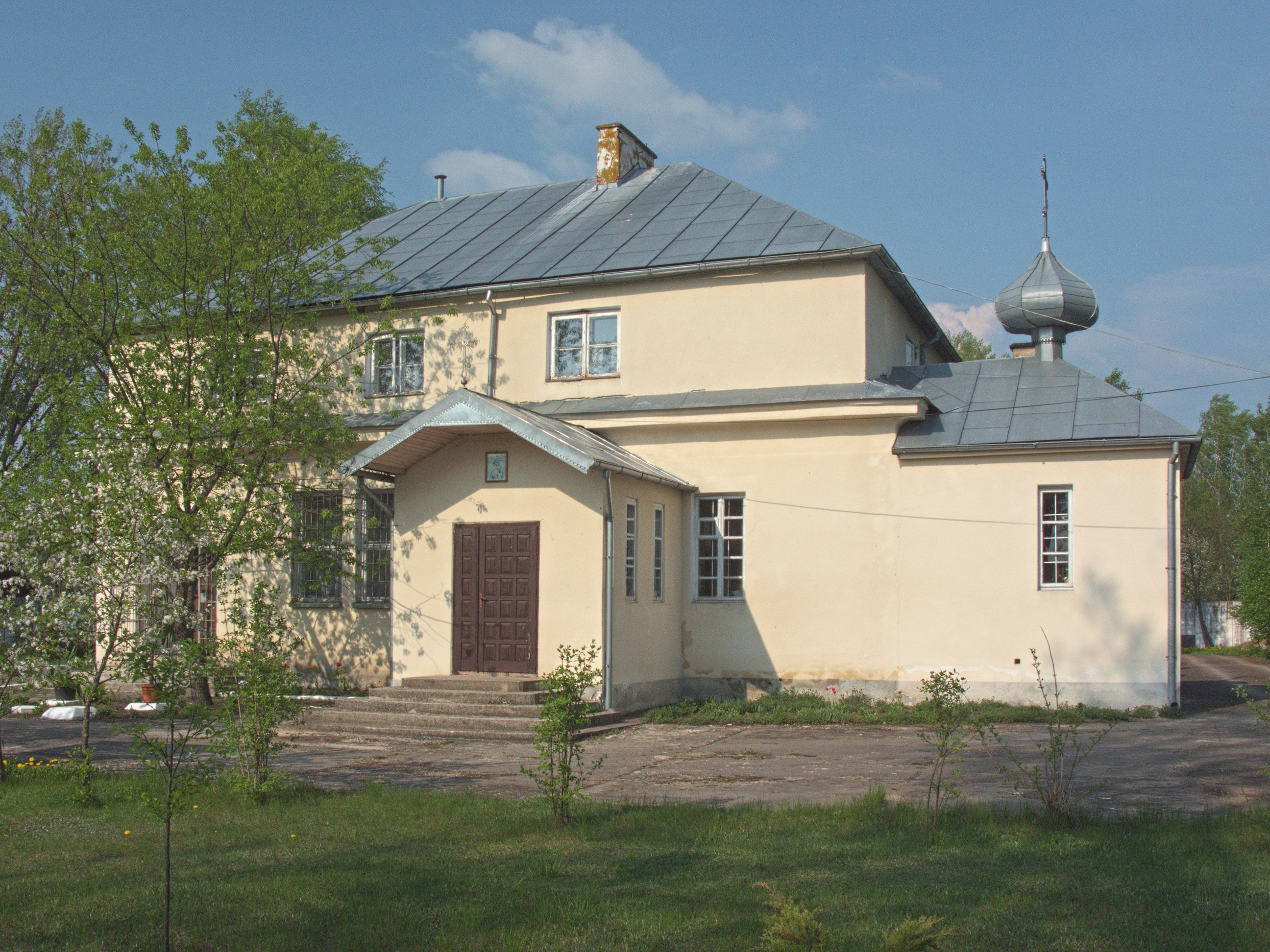
Kaplica prawosławna
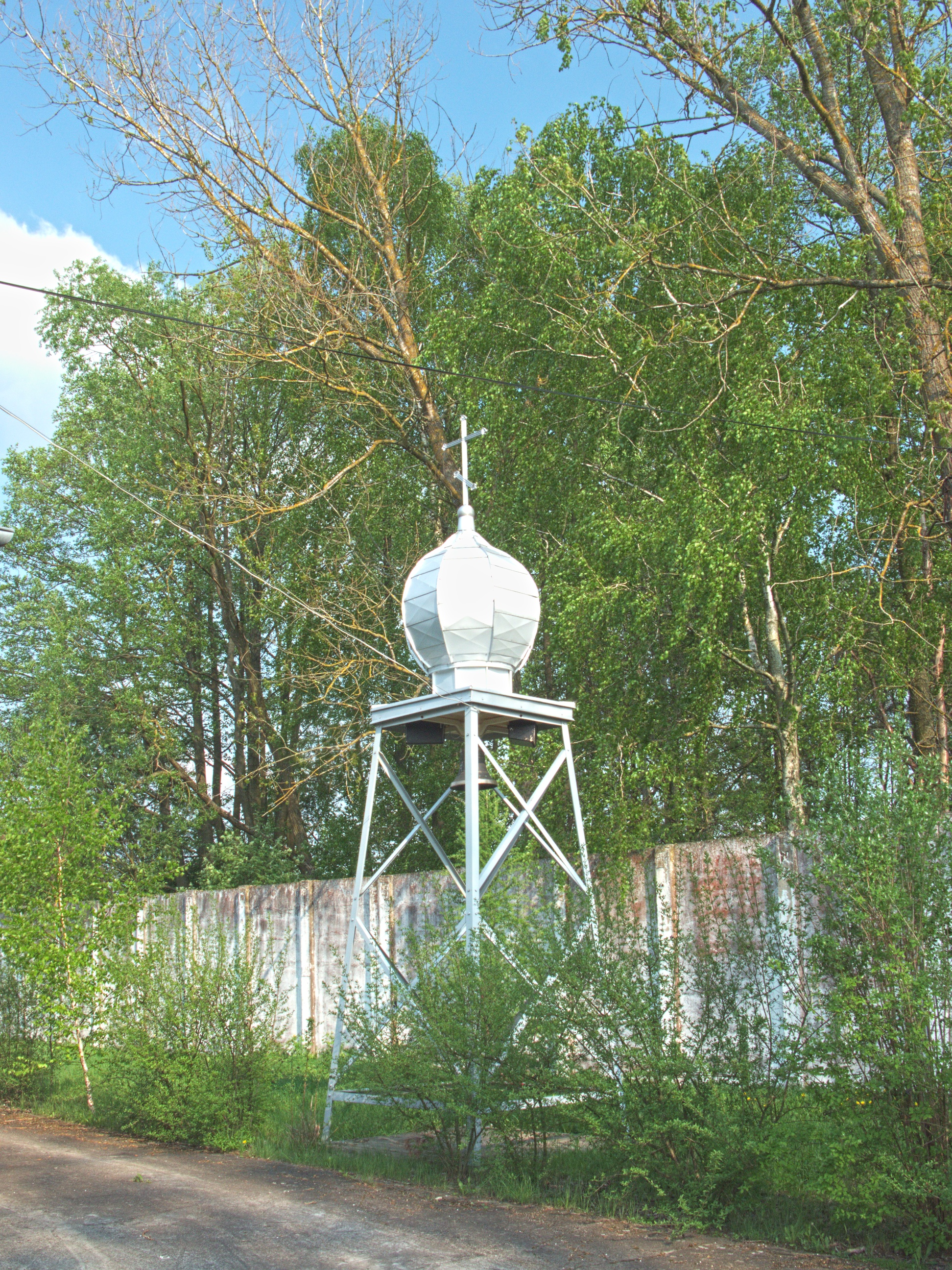
Dzwonnica
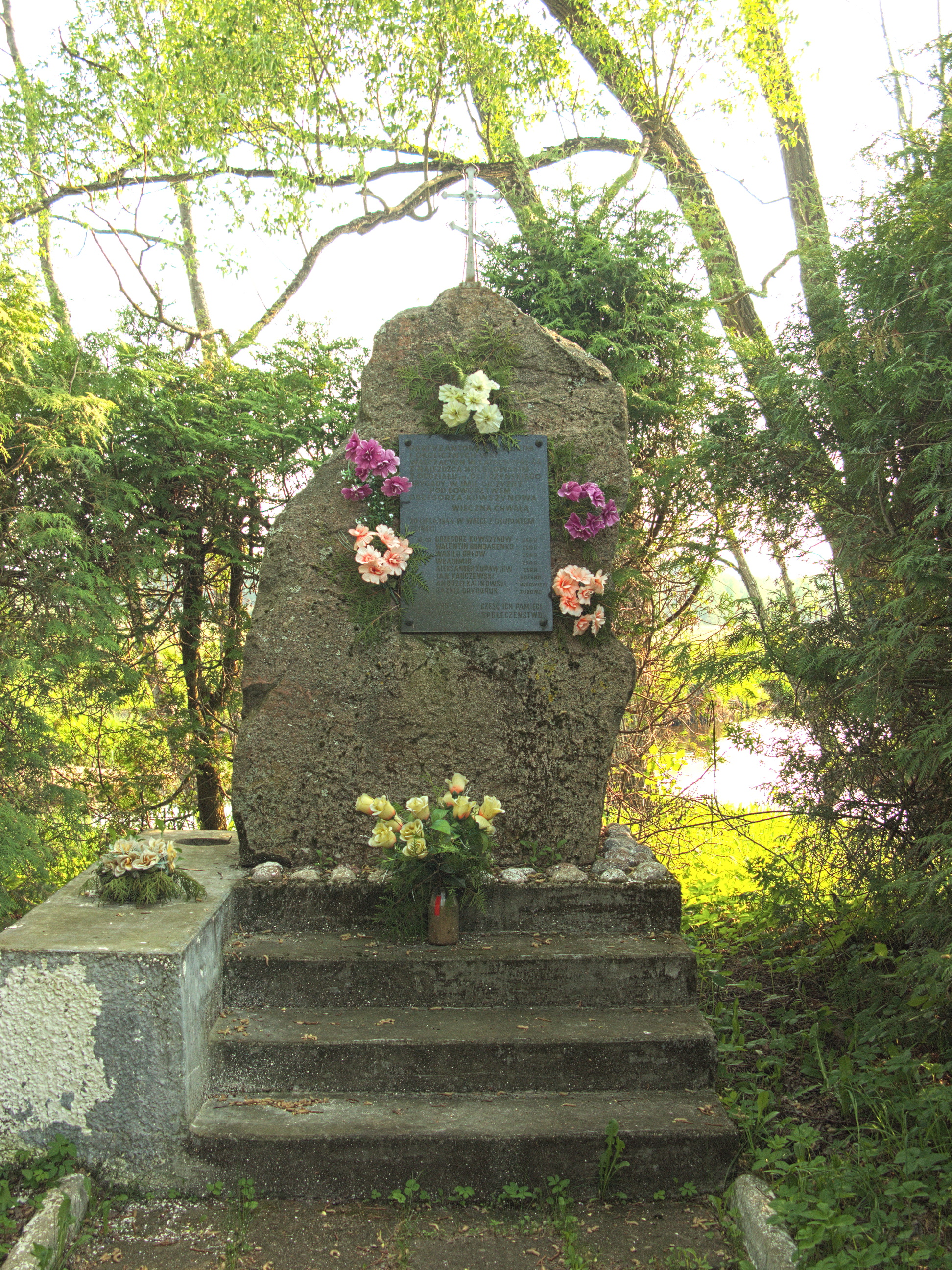
Pomnik poległych partyzantów
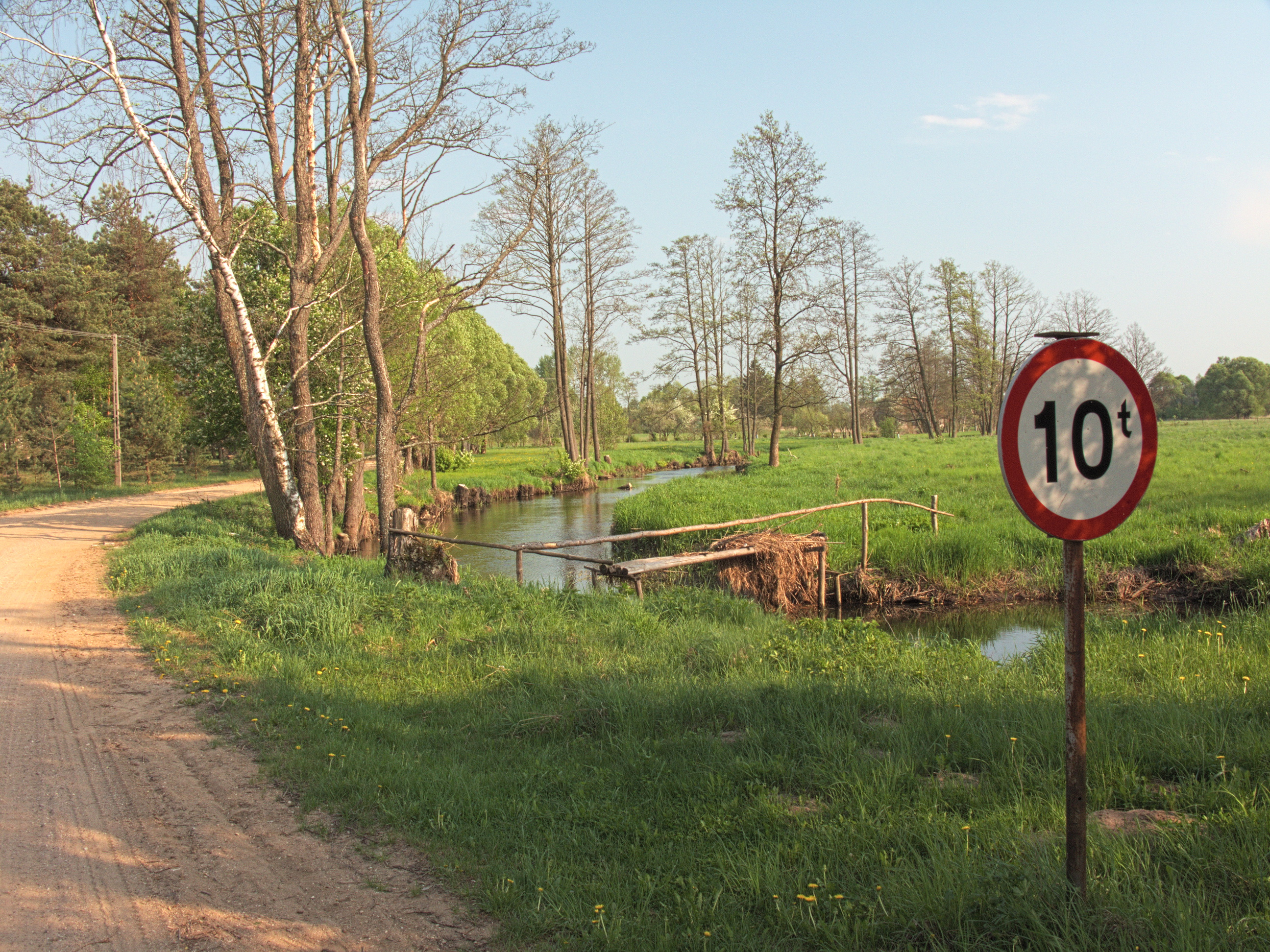
Droga prowadząca do wsi